# Georgianische Architektur

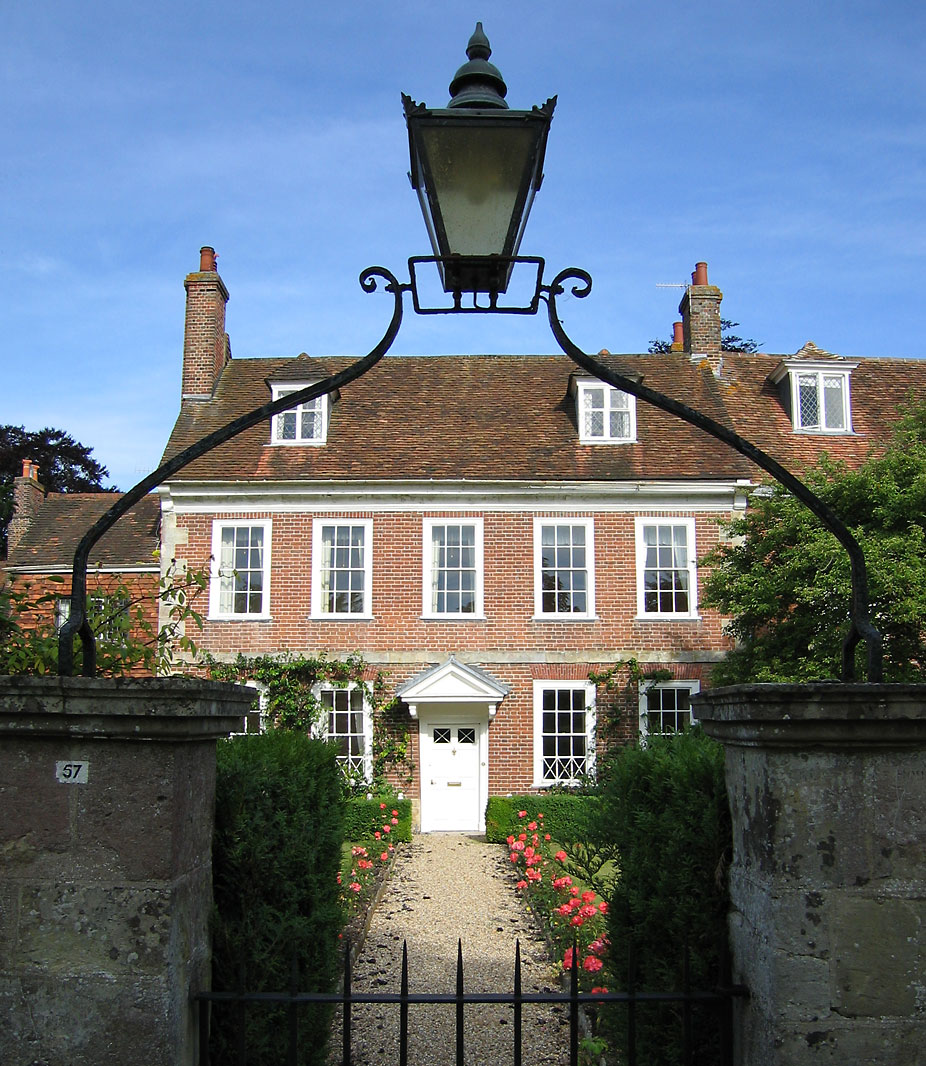
Haus im georgianischen Stil in Salisbury, Vereinigtes Königreich

Mit Georgianischer Architektur bezeichnet man einen Architekturstil, der in den englischsprachigen Ländern zwischen zirka 1720 und 1840 weit verbreitet war. Der Name kommt von vier britischen Monarchen mit Namen George aus dem Haus Hannover, die in dieser Zeit in Großbritannien regierten.

## Merkmale der Architektur
Mehr als in jeder anderen Periode der englischen Architekturgeschichte findet sich in der Georgianischen Architektur ein Rückbezug auf die klassische griechische und römische Architektur, wie es schon in der Architektur der Renaissance der Fall war. Der Stil ist eine britische Variante des späten Klassizistischen Barock und hielt auch bis in die Epoche des kontinentaleuropäischen Klassizismus (englisch Neoclassicism) an. In England geht die georgianische Architektur, eine ins Schlichte gewendete Variante des klassizistischen Barock, zeitlich einher mit dem Palladianismus, von dem sie auch bei manchen Bauten beeinflusst ist. Der Palladianismus wurde von Inigo Jones erfunden, der bereits 1616 das Queen’s House in Greenwich nach italienischen Vorbildern entworfen hatte. Dessen Fassaden und Fensterformen nehmen bereits die Georgianische Architektur vorweg bzw. beeinflussten diese. 
Typische Elemente der Georgianischen Architektur sind (in regionaler Ausprägung unterschiedlich):
- Grundriss:
  - symmetrische Gliederung

- Fassade:
  - klare, symmetrische Gliederung
  - Kontrast von flächigen Backsteinflächen (England) beziehungsweise farbigen Putzflächen (Amerika) und weiß verputzten Ornamenten
  - Einsatz von Ornamenten wie Zierbögen, Pilastern
  - repräsentative Eingangssituation mit einem Portal, das von Pilastern gesäumt ist, Ziergiebel und Freitreppe. Die Eingangstüren haben halbrunde Oberlichter und sind oft farbig gestaltet.
  - Sockel („water table“), der um das Gebäude herumläuft.

## Historische Entwicklung

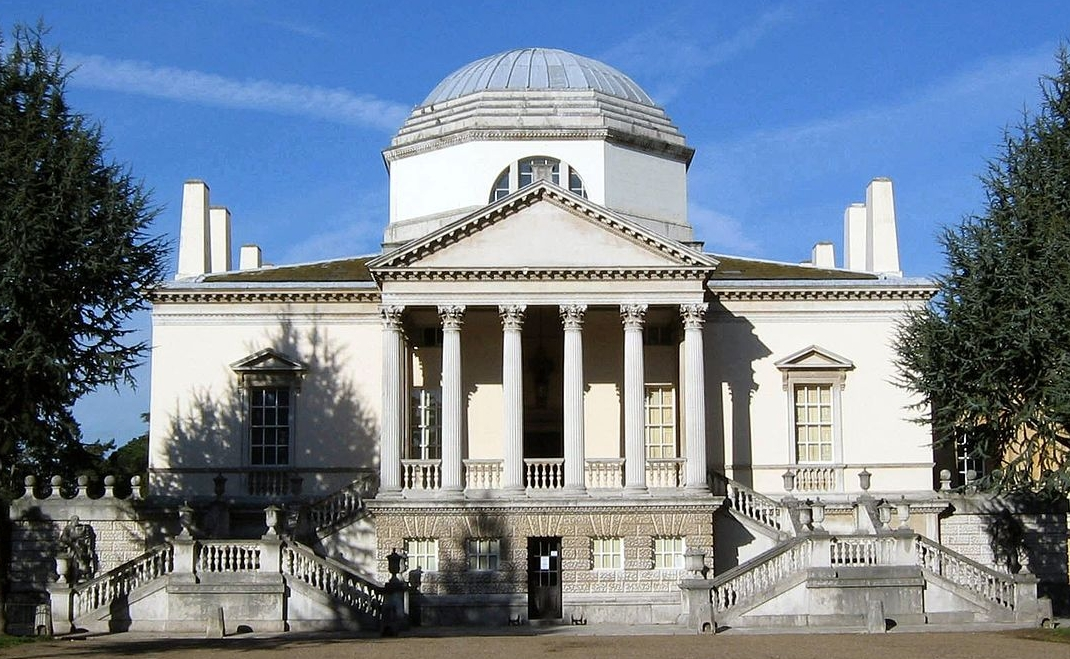
Chiswick House (1720–30 erbaut)

Der Stil folgte auf den englischen Barock, dessen wichtigste Vertreter die Architekten Sir Christopher Wren, Sir John Vanbrugh und Nicholas Hawksmoor waren. Unter den ersten Architekten, die den neuen Stil propagierten, war Colen Campbell mit seinen Stahlstichen in Vitruvius Britannicus. Richard Boyle, 3. Earl of Burlington (1695–1753), schuf mit dem Chiswick House außerhalb von London ab 1720 den Prototyp des in England „Neo“-Klassizismus genannten Stils, insbesondere des Palladianismus, der für die nächsten 150 Jahre die Georgianische Architektur prägen sollte. Lord Burlingtons Anregungen folgten seine Schüler William Kent, Thomas Archer sowie der venezianische Architekt Giacomo Leoni, der in England arbeitete. Nach 1840 wurde der Stil durch ein weites Repertoire an pseudoklassischen Elementen ergänzt und somit unklarer. Andere Neo-Stile wie die Neogotik wurden zu beliebten Alternativen.
In den Vereinigten Staaten wurde der Georgianische Stil in die Kolonialarchitektur aufgenommen und gilt dort als Form des Palladianismus; als spezielle Ausprägung des Greek Revival wird er für die Zeit vor dem Bürgerkrieg auch Antebellum-Architektur genannt. Einflussreich für die Verbreitung des Stils war das 1759 erbaute Haus von John Vassall in Cambridge, Massachusetts. Vassall war ein Offizier der britischen Miliz und wohlhabender Händler, sein Haus gilt als eines der meist-kopierten der Kolonialarchitektur. Das Haus wurde später das Hauptquartier George Washingtons bei der Belagerung von Boston 1775/76 und Wohnhaus des Dichters Henry Wadsworth Longfellow. Es ist heute nationale Gedenkstätte für die Belagerung von Boston sowie Leben und Werk Longfellows.
Zeitgleich mit dem georgianischen Stil entwickelten sich in England im 18. Jahrhundert jedoch auch weitere Stilrichtungen, insbesondere die noch dem Rokoko zugehörende Chinoiseriemode und die Neugotik, welche Horace Walpole um 1747 für seinen Landsitz Strawberry Hill „erfunden“ hatte. Rokoko, Chinoiserie, Klassizismus und Neugotik vermischten sich vor allem bei Innendekorationen, etwa beim „Adamstil“ oder bei den Möbeln von Thomas Chippendale (siehe: Chinoiserien in Großbritannien).

## Galerie

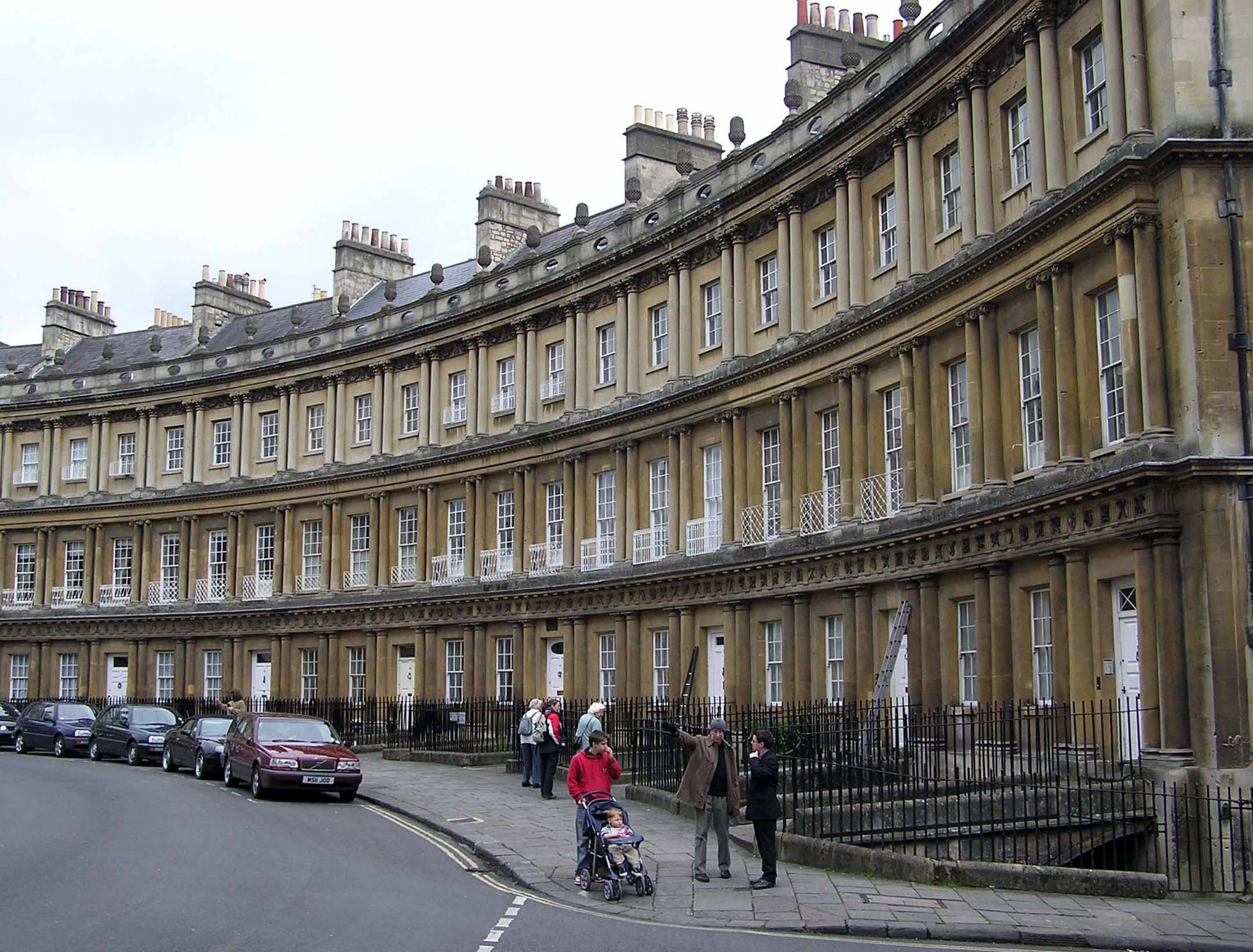
The Circus in Bath, England
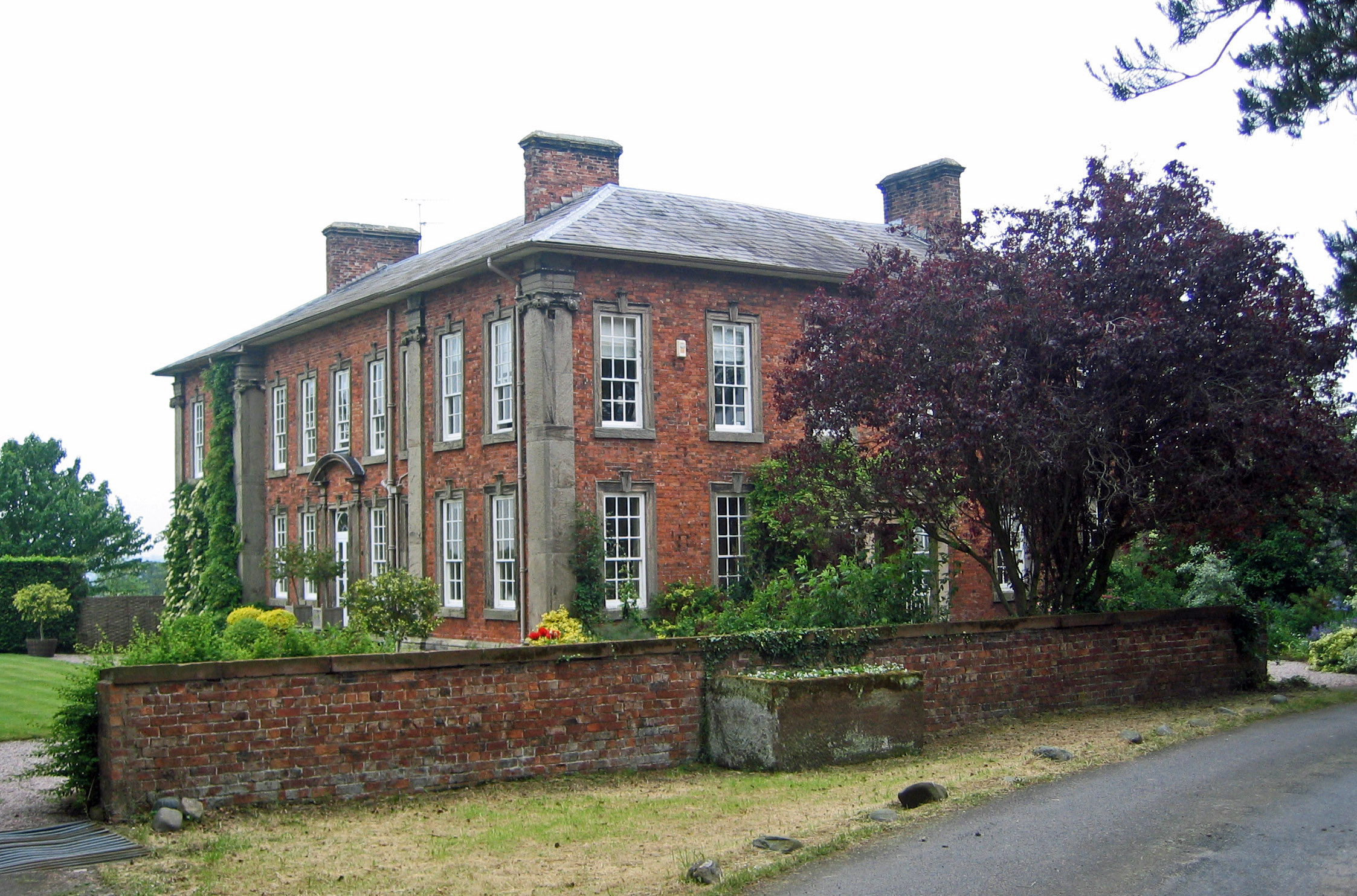
Tarvin bei Chester, England
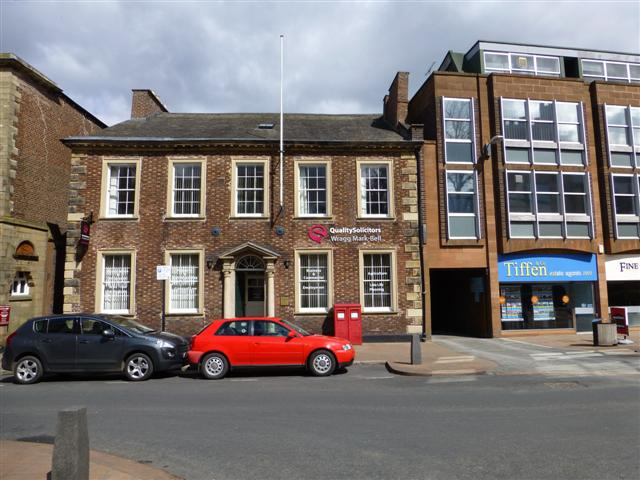
Carlisle, England
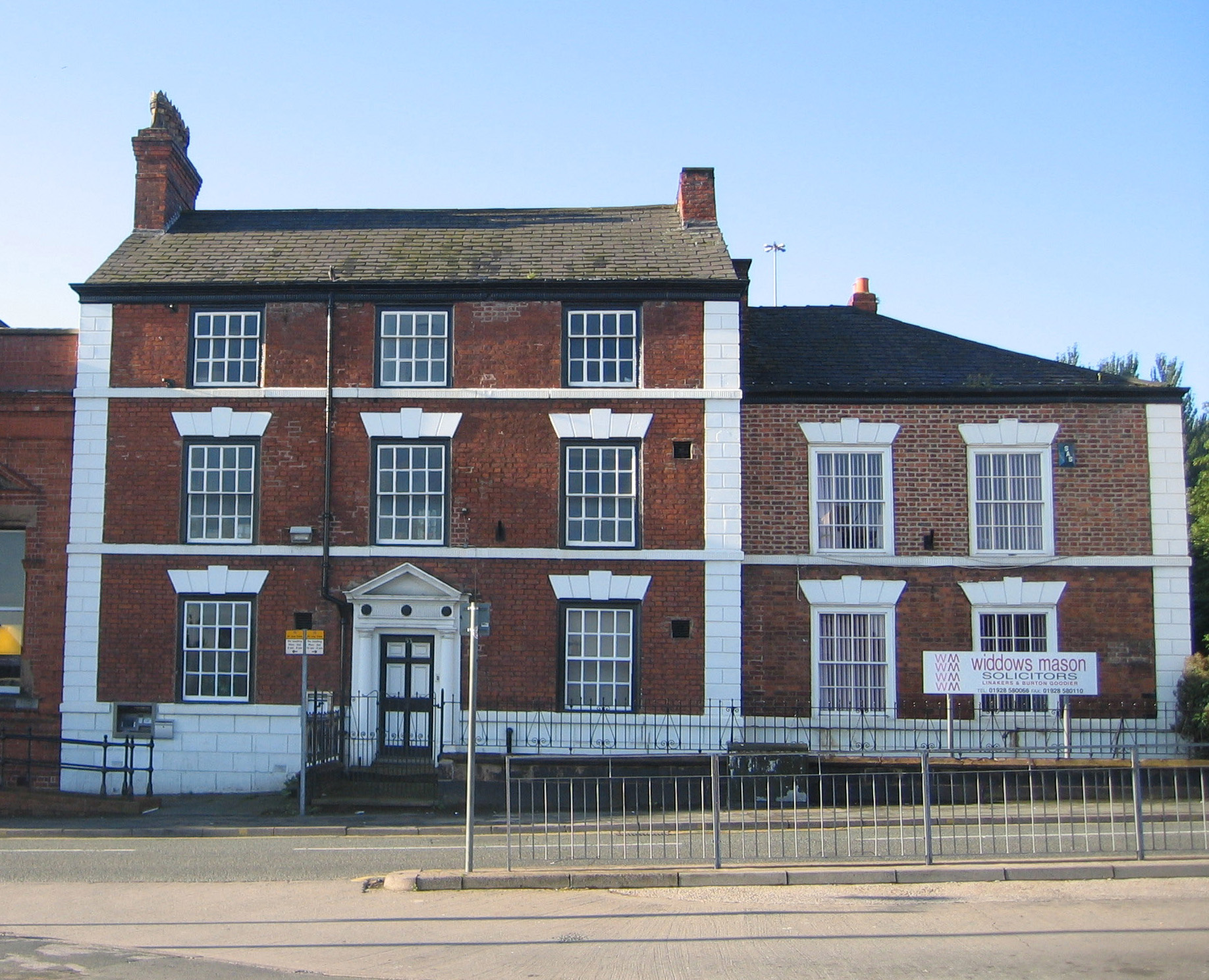
Runcorn, England
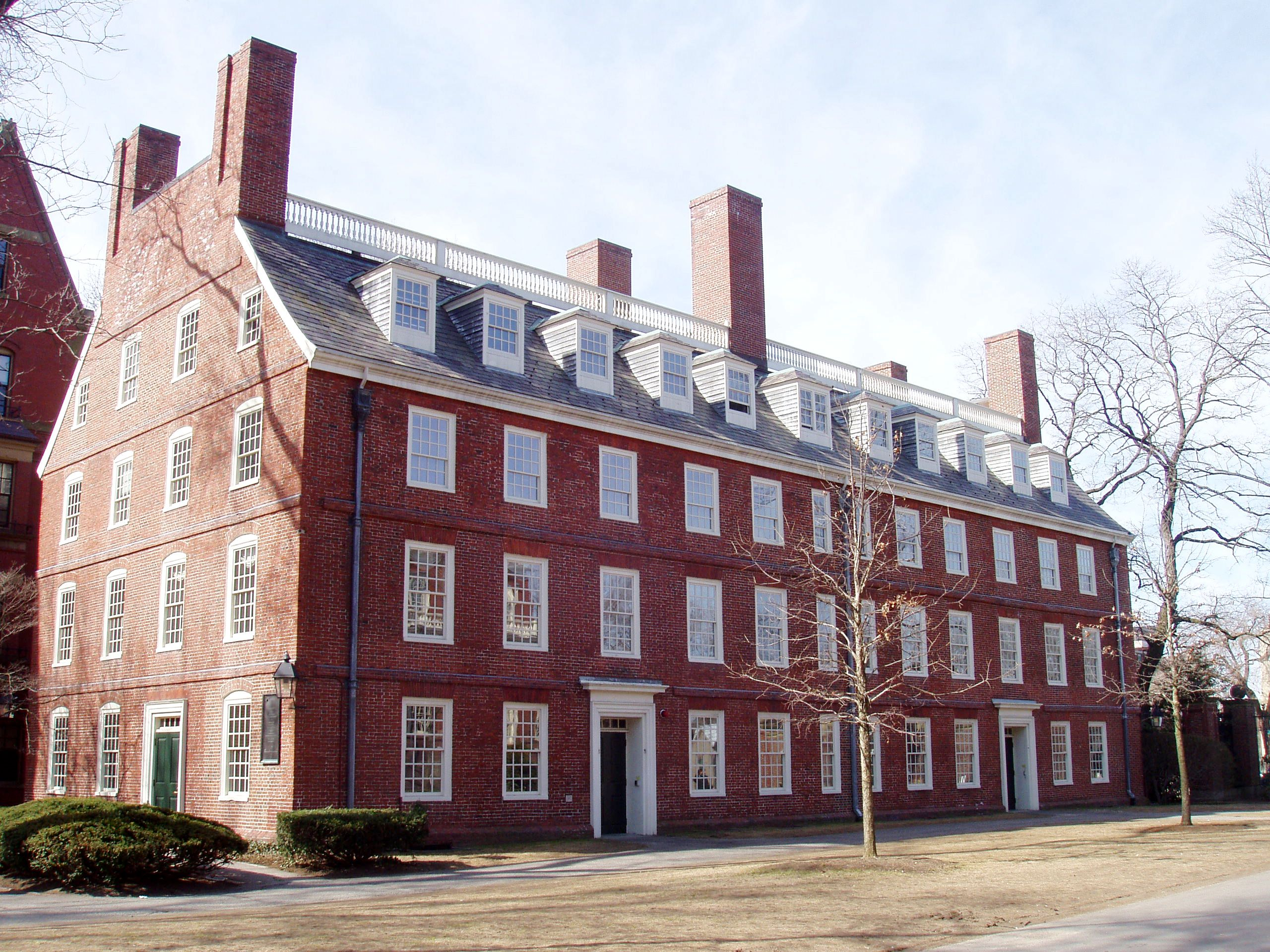
Massachusetts Hall der Harvard University, Vereinigte Staaten
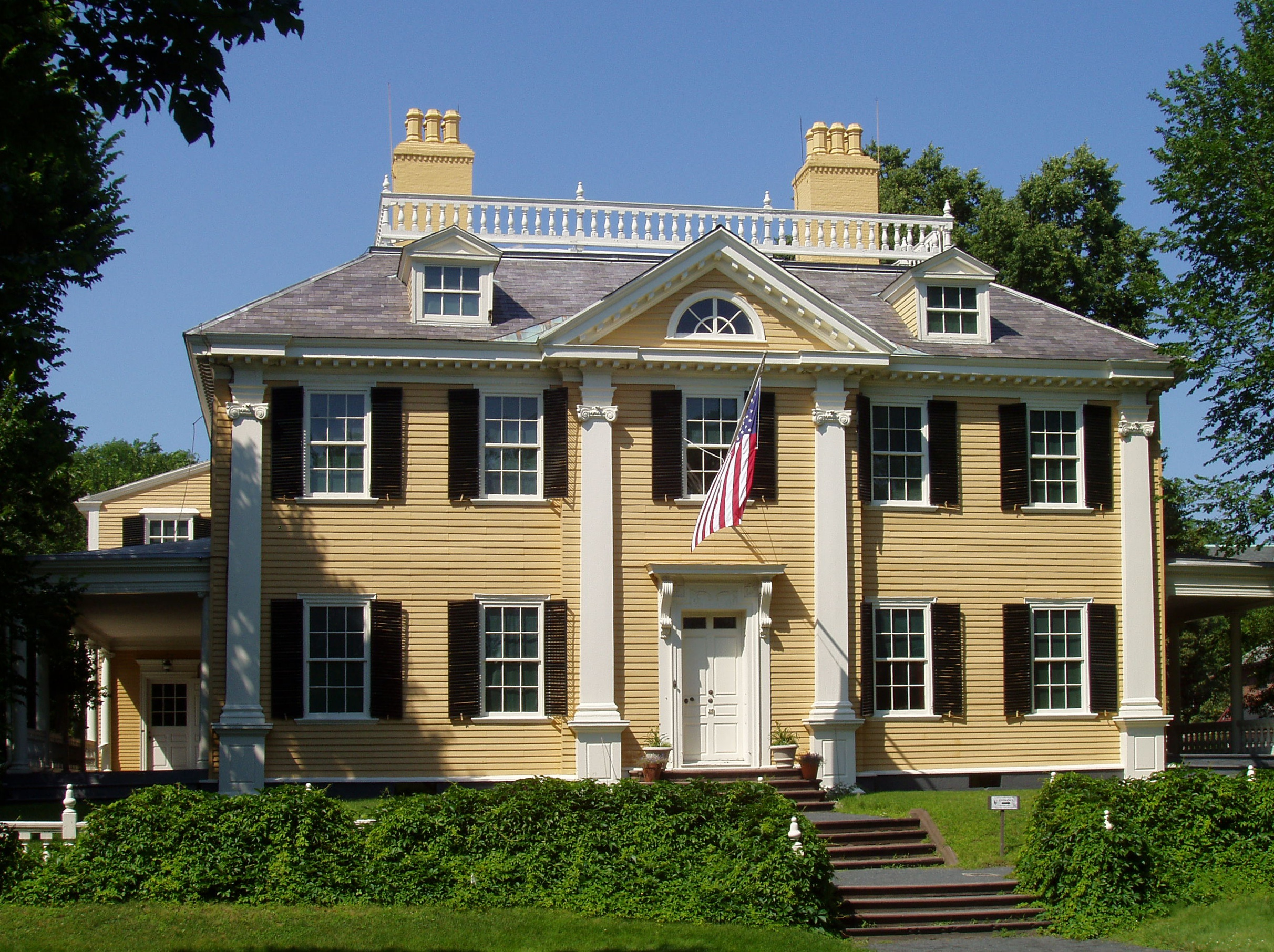
Longfellow House in Cambridge, Massachusetts, Vereinigte Staaten